# Feodora Fjodorovna Kornyilova
Feodora Fjodorovna Kornyilova (Oljokminszk, Jakutföld, Orosz Birodalom, 1903. november 16. – Moszkva, 1980), alternatív nevei: Fenya (Fjodorovna) Kornyilova, Rákosi Mátyásné, jakut (szaha) nyelven: Феодора Федоровна Корнилова, oroszul: Феодора Фёдоровна Корнилова, jakut származású szovjet jogász, ügyész, keramikus. Második férje Rákosi Mátyás, 1952. augusztus 14. és 1953. július 4. között a Magyar Népköztársaság minisztertanácsának elnöke, 1949–1956 között Magyarország teljhatalmú vezetője volt.

## Élete
Apja, Fjodor Grigorjevics Kornyilov (1879–1939), jakut származású zeneszerző, karmester, zenepedagógus volt, aki a jakut népzene kutatójaként írta be nevét Jakutföld művészettörténetébe. Öccse később a jakut írószövetség elnöke, majd a Szovjetunió Legfelsőbb tanácsának a tagja volt.
15 éves korában (1918) költöztek Jakutszkba, ahol már az 1920-as évek elején aktívan részt vett különböző oktatási-kulturális körök és műhelyek munkájában. Németül tanult, majd tanulmányait Moszkvában folytatta. Hamarosan a Kommunista Ifjúsági Internacionálé aktivistája és a Komintern Végrehajtó Bizottságának munkatársa, valamint a Bírák és Ügyészek Országos Szakszervezetének elnöke lett. Ebben az időszakban, 1928-ban lépett be a kommunista pártba.
Egyetemi évei alatt ismerte meg első férjét, Andrej Pahomov katonatisztet. A házaspárnak egy fia született, akit egy kínai kommunista tiszteletére Linek neveztek, de általában Ljovának becéztek. A pár eltérő karakterük miatt nem jött ki egymással, és még a Szovjetunió megtámadása előtt elváltak.
1940-ben a Moszkva melletti barvihai szanatóriumban ismerkedett meg Rákosi Mátyással, ahová Rákosit mintegy 16 éves börtönbüntetése után egy államközi egyezmény eredményeként a Szovjetunióba kerülve regenerálódásra utalták be. Ebben az időben Kornyilova a Szovjetunió Legfelsőbb Bíróságának tagja volt. Moszkvai éveik alatt még Kornyilova fia velük élt, azonban mikor Magyarországra költöztek, nem hozták magukkal, egy katonaiskolai kollégiumban nevelkedett anyjától, de apjától is különváltan. Rákosi már 1945 elején Magyarországra érkezett, viszont Feodora felsőbb pártutasításra egy ideig még Moszkvában maradt, illetve szovjet nyaralóhelyen kellett időznie. 1945. május utolsó vasárnapján azonban már Budapesten volt, mert részt vett Bajcsy-Zsilinszky Endre ünnepélyes (újra)temetésén.
Szerettek volna közös gyermeket. Kornyilova 39 éves, Rákosi 50 éves volt, mikor összeházasodtak, és Kornyilova a magyar nőgyógyászok szabotázsának tartotta, hogy nem szülhetett második férjének is gyermeket, pedig mindketten megvizsgáltatták magukat az akkori legjobbnak tartott szakemberrel.
1947-ben a Magyar–Szovjet Művelődési Társaság (MSZMT) elnöki tanácsának tagjává választották.
1948-ban beiratkozott az Iparművészeti Főiskolára keramikus szakra, 1950. júniusban a Nemzeti Szalonban rendezett Ifjúsági Képzőművészeti és Iparművészeti Kiállításon mint másodéves kerámikusnak egy csempeképét és egy vázáját állították ki. „1952-ben együtt végeztünk – kezdte a páros emlékezést Garányi József és Staindl Katalin. – Néhány hónapos késéssel került közénk Rákosi felesége, akit mi csak elvtársnőnek szólítottunk. Már elég jól beszélt magyarul, de mániákusan tanulta a nyelvet. Ha hallott egy érdekesebb kifejezést – mondjuk: Csípje meg a kakas! –, egész nap hajtogatta. Olvasgatta klasszikusainkat, és ha valamit nem értett, tőlünk kérdezgetett.  Nagy szerepe volt abban, hogy 1953-ban magyarul kiadták a jakut író, Nyikolaj Morgyinov Kikelet című könyvét.
A Rákosi-házaspár 1949-ben zuglói villájából egy Istenhegyi úti házba költözött, és Kornyilova itt fogadta Kovács Margit keramikusművészt, valamint a magyartanárait. Kornyilova megszerette azt a luxust, ami Magyarország első asszonyának kijárt, gyakran evett kaviárt és libamájat, valamint drága szövetekből sok ruhát varratott magának, míg Rákosi a régi ruháit és bútorait szerette. A házaspár külön szobában aludt.
Festeni is megtanult, de a szigorúan őrzött villában modellek híján a személyzet nőtagjait festette le. Az időközben megnősült fia, Ljova időnként eljött feleségével Magyarországra meglátogatni, és később magukkal hozták unokáját is.  Néha elkísérte férjét a vadászatokra, de inkább a vadászházban maradt és olvasott, vagy a rajzeszközeivel vonult ki a vadászatra, hogy lefesse a vadakat, amivel éppen a vadakat riasztotta el. Sokszor kezet csókoltak neki a különböző társadalmi rétegekből származó emberek.
A Magyar Nők Országos Szövetségének díszelnöke volt. Nem vette fel a magyar állampolgárságot, magyarországi tartózkodása alatt is szovjet állampolgár maradt. A „Rákosi Mátyásné” névre kiállított magyar diplomataútlevelét sohasem használta, ehelyett a még Kornyilova névre kiállított szovjet útlevelével utazott.
Rákosi 1956. július 18-ai lemondatása után nyolc nappal, július 26-án hajnalban hagyták el Magyarországot, és repültek a Szovjetunióba.
Kornyilova még október elején férje megbízásából visszatért Budapestre, és Gerő Ernővel, valamint Kádár Jánossal együtt utazott haza, akiknek Rajk László újratemetésén az érintettségük okán nem volt ajánlatos részt venni. Éppen október 23-án, a forradalom kitörése előtt nem sokkal hagyta el Budapestet.
1957-ben a moszkvai emigrációba menekült korábbi pártelit tagjaival együtt Rákosi Mátyás és felesége is szabályosan az MSZMP tagja lett. Rákosiné kitartott férje mellett a száműzetésükben. A Rákosi haláláig tartó 15 évben először Moszkvában, majd Krasznodarban, Tokmokban, Arzamaszban és végül Gorkijban (ma Nyizsnyij Novgorod) éltek. Kornyilova egy rövid ideig a krasznodari ügyészségen dolgozott. 1958-ban nyugdíjba ment. Rákosi 1971-es halálát követően ő is elkísérte egykori férje földi maradványait Budapestre, „[...] és mindenkitől azt kérdezgette: – Mondják, hát ezt érdemelte az én uram?” Végül visszatért Moszkvába, és szerény nyugdíjából élt haláláig. Sírja a Novogyevicsi temető igazgatása alá tartozó Kuncevói temetőben található.

## Hivatalos tisztségei
- A Magyar Nők Országos Szövetségének díszelnöke

## Díjai, kitüntetései
- Magyar Köztársasági Érdemérem arany fokozat (1947)[29]
- Munkácsy Mihály-díj (III. fokozat) (1956)[30]